# La memòria de l'assassí
La memòria de l'assassí (original: De zaak alzheimer) és una pel·lícula belga, dirigida per Erik Van Looy el 2003, i protagonitzada per Jan Decleir i Werner De Smedt, adaptació d'una novel·la del belga Jef Geeraerts.
Per explicar les intrigues, xarxes i interessos de l'obra de Geeraerts, el realitzador Erik Van Looy va haver de donar la volta al seu argument sense deixar de costat la fixació de l'escriptor pel que és visual i plàstic i mantenint l'ambient sociopolític de l'original. L'ambigua relació que mantenen Vincke i Ledda, dos personatges amb fins molt diferents però que han de col·laborar entre ells, un per acabar amb el crim i l'altre per evitar que la seva malaltia li porti a cometre seriosos errors, centra el desenvolupament de la cinta, una pel·lícula que la crítica de Bèlgica ja ha qualificat com molt més que un thriller. Aquesta pel·lícula ha estat doblada al català.

## Argument
L'assassinat d'un important funcionari públic commociona a la policia d'Anvers, que destina dos dels seus millors investigadors per aclarir el cas. Les pistes condueixen a Vincke i Verstuyft fins a un important sicari, Angelo Ledda, un capo que comença a sentir els efectes de l'Alzheimer i al que cada vegada li és més difícil complir amb el seu treball. Quan Ledda s'adona que és una peça dins d'una trama pel poder polític, decideix venjar-se.

## Repartiment
- Koen De Bouw - Detectiu Eric Vincke
- Werner De Smedt - Detectiu Freddy Verstuyft
- Jan Decleir - Angelo Ledda
- Jo De Meyere - Baron Henri Gustave de Haeck
- Tom Van Dyck - Jean de Haeck
- Vic de Wachter - Dr. Joseph Vlerick
- Hilde De Baerdemaeker - Detectiu Linda de Leenheer
- Geert Van Rampelberg - Detectiu Tom Coemans
- Johan Van Assche - François Van Parys
- Jappe Claes - Marcel Bracke
- Gene Bervoets - Seynaeve
- Lone van Roosendaal - Henriette Seynaeve
- Lucas van den Eijnde - Bob Van Camp
- Els Dottermans - Eva Van Camp
- Patrick Descamps - Gilles Resnais
- Deborah Ostrega - Anja Laeremans
- Laurien Van den Broeck - Brigitte 'Bieke' Cuypers
- Dirk Roothooft - Mr. Cuypers